# Chichagof Harbor
Chichagof Harbor (Port Txitxàgov) és un grau de la costa nord-est de l'illa d'Attu a les Illes Aleutianes, Alaska. Rep el nom de l'almirall rus Vassili Txitxàgov, explorador de l'Àrtida però que mai va visitar Alaska. Era la ubicació d'un poble d'Aleutians servit per un capellà estatunidenc i la seva muller. El llogaret, avui en dia desert, va ser escenari d'una lluita ferotge cos a cos entre soldats japonesos i estatunidencs en l'operació de recaptura de l'illa durant la batalla d'Attu de la Segona Guerra Mundial i després fou el centre de la Bateria B del Batalló d'Artilleria de Costa 42a dels EUA.